# Mark Wahlberg
Mark Robert Michael Wahlberg (* 5. června 1971 Boston, Massachusetts) je americký herec, bývalý rapper a producent. Na počátku své kariéry byl znám jako rapper Marky Mark.

## Životopis

### Osobní život
Narodil se nedaleko Bostonu jako nejmladší z devíti dětí. Jeho sourozenci se jmenují Arthur, Jim, Paul, Robert, Tracey, Michelle, Debbie a Donnie. Rodiče se rozvedli v roce 1982.
V mládí se Wahlberg dostal několikrát do problémů s policií. Vyvinul si vážnou závislost na kokainu a dalších drogách. V mládí měl také rasistické sklony – házel kamení po Afroameričanech. Později, pod vlivem PCP, útočil na Vietnamce – jednoho z nich zbil do bezvědomí, zaútočil také na ochranku. Za tyto zločiny byl Wahlberg obviněn z pokusu o vraždu, odsouzen ke dvěma letům vězení, ze kterých si odseděl 45 dní.
Od roku 2001 žije s modelkou Rheaou Durham, s níž se 1. srpna 2009 oženil, a společně mají čtyři děti:
- Ella Rae (* 2. září 2003)
- Michael (* 21. března 2006)
- Brendan Joseph (* 16. září 2008)
- Grace Margaret (* 11. ledna 2010)

Wahlberg je praktikující římský katolík a založil charitativní organizaci Mark Wahlberg Youth Foundation.

### Hudební kariéra
Wahlberg se poprvé stal známým jako bratr Donnieho Wahlberga, člena boybandu New Kids on the Block. Ve třinácti letech se stal jedním z jejích členů, protože se mu ale nelíbil tento styl hudby, kapelu opustil.
Wahlberg začal nahrávat ve skupině Marky Mark and the Funky Bunch, se kterou nahrál hit Good Vibrations, který se umístil na prvním místě v Billboard Hot 100 a získal platinovou desku. Následovalo několik dalších úspěšných hitů. Druhá deska ale již nebyla tak úspěšná. Wahlberg se pak chvíli zajímal o reggae se zpěvákem Princem Italem Joem.

### Filmová kariéra
Svůj debut si odbyl v roce 1993 v televizním filmu The Substitute, na stříbrném plátně se poprvé objevil o rok později ve filmu Vzbuďte se, vojáci! s Dannym DeVito. Pozornost kritiky si vysloužil rolí Mickeyho ve filmu Basketbalový deník v roce 1995.
Pozitivní hodnocení získal za filmy Hříšné noci, Tři králové, Dokonalá bouře, Loupež po italsku a Čtyři bratři. Wahlberg měl původně hrát roli Linuse Caldwella ve filmu Dannyho parťáci, ale nahradil ho Matt Damon, se kterým si později zahrál ve filmu Skrytá identita. Měl hrát také původně s Joaquinem Phoenixem ve filmu Zkrocená hora, ale Wahlberg nechtěl hrát sexuální scény ve filmu, a tak jeho roli získal Jake Gyllenhaal, Phoenixe zase nahradil Heath Ledger.
Za již zmíněný film Martina Scorseseho Skrytá identita byl Wahlberg nominován na Oscara i Zlatý glóbus. S Phoenixem, se kterým měl hrát ve Zkrocené hoře, se objevil v roce 2007 ve filmu Noc patří nám. V roce 2008 se objevil ve filmu M. Night Shyamalana Stalo se a Max Payne. V roce 2009 ztvárnil roli otce ve filmu Petera Jacksona Pevné pouto.V roce 2012 si zahrál hlavní roli Johna ve filmu Méďa (angl. orig. Ted)

### Podnikání
Mark Wahlberg drží podíl v řetězci Wahlburgers. Wahlbergův bratr Paul pracoval jako šéfkuchař a společně s třetím bratrem Donniem otevřeli tento řetězec. Původně v roce 2011 začali v jedné restauraci v Hinghamu v Massachusetts, kde zejména Paul šéfoval celé operaci a Mark s Donniem do firmy investovali. Později v roce 2013 Mark a Donnie podepsali smlouvu na seriál Wahlburgers na americké kabelové televizi, který zpromoval celou operaci. V roce 2023 lze řetězec najít mimo Spojené státy také v Austrálii a na Novém Zélandu. Wahlburgers otevřel i pobočku v Londýně, ale po lockdownech v roce 2020 už znovu neotevřeli.
Wahlberg v roce 2019 investoval také do fitness řetězce F45. Ve stejném roce 2019 spoluzaložil značku oblečení Municipal zaměřenou na tzv. athleisure oblečení, což představuje sportovní pohodlné oblečení, které lze nosit každý den.

## Filmografie

### Film
| Rok  | Film/seriál                         | Role                       | Poznámky |
| ---- | ----------------------------------- | -------------------------- | --- |
| 1994 | Vzbuďte se, vojáci!                 | Tommy Lee Haywood          | |
| 1995 | Rváčův deník                        | Mickey                     | |
| 1996 | Milenec nebo vrah                   | David McCall               | |
| 1997 | Kočovník                            | Pat O'Hara                 | |
| 1997 | Hříšné noci                         | Eddie Adams / Dirk Diggler | |
| 1998 | Big Hit                             | Melvin Smiley              | |
| 1999 | Válka gangů                         | Danny Wallace              | |
| 1999 | Tři králové                         | Troy Barlow                | |
| 2000 | Temná zákoutí                       | Leo Handler                | |
| 2000 | Dokonalá bouře                      | Bobby Shatford             | |
| 2001 | Planeta opic                        | kapitán Leo Davidson       | |
| 2001 | Rocker                              | Chris 'Izzy' Cole          | |
| 2002 | Pravda o Charliem                   | Lewis Bartholamew          | |
| 2003 | Loupež po italsku                   | Charlie Croker             | |
| 2004 | Mám rád Huckabees                   | Tommy Corn                 | |
| 2005 | Čtyři bratři                        | Bobby Mercer               | |
| 2006 | Nepřemožitelný                      | Vince Papale               | |
| 2006 | Skrytá identita                     | Dignam                     | nominace na Oscar za nejlepší mužský herecký výkon ve vedlejší roli nominace na Zlatý glóbus v kategorii Nejlepší herec ve vedlejší roli |
| 2007 | Odstřelovač                         | Bob Lee Swagger            | |
| 2007 | Noc patří nám                       | Joseph Grusinsky           | také producent |
| 2008 | Stalo se                            | Elliot Moore               | nominace na Zlatou malinu v kategorii Nejhorší herec                                                                                     |
| 2008 | Max Payne                           | Max Payne                  | nominace na Zlatou malinu v kategorii Nejhorší herec                                                                                     |
| 2009 | Pevné pouto                         | Jack Salmon                | |
| 2010 | Noční rande                         | Holbrooke Grant            | |
| 2010 | Benga v záloze                      | Terry Hoitz                | |
| 2010 | Fighter                             | Micky Ward                 | také producent nominace na Oscar za nejlepší film nominace na Zlatý glóbus v kategorii Nejlepší herec v dramatu                          |
| 2012 | Kontraband                          | Chris Farraday             | také producent |
| 2012 | Méďa                                | John Bennett               | |
| 2013 | Zlomené město                       | Billy Taggart              | |
| 2013 | Pot a krev                          | Daniel Lugo                | |
| 2013 | 2 zbraně                            | Michael 'Stig' Stigman     | |
| 2013 | Lone Survivor                       | Marcus Luttrell            | také producent |
| 2014 | Transformers: Zánik                 | Cade Yager                 | |
| 2014 | The Gambler                         | James Bennett              | také producent |
| 2015 | Vincentův svět                      | sebe                       | také producent |
| 2015 | Mojave                              | Norman                     | |
| 2015 | Méďa 2                              | John Bennett               | |
| 2015 | Táta je doma                        | Dusty Mayron               | |
| 2016 | Deepwater Horizon: Moře v plamenech | Mike Williams              | také producent |
| 2016 | Den patriotů                        | Tommy Saunders             | také producent |
| 2017 | Táta je doma 2                      | Dusty Mayron               | |
| 2017 | Transformers: Poslední rytíř        | Cade Yeager                | |
| 2017 | Všechny prachy světa                | Fletcher Chase             | |
| 2018 | 22. míle                            | James Silva                | také producent |
| 2018 | Najednou jsme rodina                | Pete Wagner                | také producent |
| 2020 | Wonderland                          | Spenser                    | také producent |
| 2020 | Good Joe Bell                       | Joe Bell                   | také producent |
| 2020 | Scoob!                              | Modrý Falcon (hlas)        | |
| 2021 | Infinite                            | Evan Michaels              | také producent |
| 2022 | Uncharted                           | Victor Sullivan            | |
| 2022 | Otec Stu                            | Stuart Long                | také producent |
| 2022 | Čas na sebe                         | Huck Dembo                 | |
| 2023 | Plán pro rodinu                     | Dan Morgan                 | |
| 2024 | Jednotka všedního nasazení          | Mike McKenna               | |
| 2024 | Nezlomní                            | Mikael Lindnord            | |
| 2024 | Flight Risk                         | Pilot                      | |

### Televize
| Rok       | Film/seriál          | Role            | Poznámky                 |
| --------- | -------------------- | --------------- | ------------------------ |
| 1993      | Nebezpečná učitelka  | Ryan Westerberg | TV film                  |
| 1993      | Out All Night        | Sám sebe        | díl: „Under My Thumb“    |
| 1993      | The Ben Stiller Show | Sám sebe        | díl: „A Few Good Scouts“ |
| 2004–2010 | Vincentův svět       | Sám sebe        | 4 díly                   |
| 2008      | Saturday Night Live  | Sám sebe        | díl: „Josh Brolin/Adele“ |
| 2014–2019 | Wahlburgers          | Sám sebe        | 36 dílů                  |
| 2021-2022 | Wahl Street          | Sám sebe        | 2 sezóny                 |

## Diskografie
| Rok  | Album                                                                                             | Nejvyšší umístění v hitparádě | Nejvyšší umístění v hitparádě | Nejvyšší umístění v hitparádě | Nejvyšší umístění v hitparádě | Nejvyšší umístění v hitparádě | Nejvyšší umístění v hitparádě | Nejvyšší umístění v hitparádě | Certifikace                 |
| Rok  | Album                                                                                             | US                            | USA R&B                       | AUS                           | AUT                           | GER                           | SWE                           | UK                            | Certifikace                 |
| ---- | ------------------------------------------------------------------------------------------------- | ----------------------------- | ----------------------------- | ----------------------------- | ----------------------------- | ----------------------------- | ----------------------------- | ----------------------------- | --------------------------- |
| 1991 | Music for the People - Datum vydání: 23. července 1991 - Nahrávací společnost: Interscope Records | 21                            | –                             | 67                            | 35                            | 37                            | 35                            | 61                            | CAN: platinováUS: platinová |
| 1992 | You Gotta Believe - Datum vydání: 15. září 1992 - Nahrávací společnost: Interscope Records        | 67                            | 66                            | –                             | –                             | –                             | –                             | –                             |                             |

## Ocenění a nominace
| Rok  | Ocenění                                       | Kategorie                                                        | Práce                                         | Výsledek  |
| ---- | --------------------------------------------- | ---------------------------------------------------------------- | --------------------------------------------- | --------- |
| 1997 | Filmová cena MTV                              | nejlepší zloduch                                                 | Milenec nebo vrah                             | nominace  |
| 1997 | Florida Film Critics Circle                   | nejlepší filmové obsazení                                        | Hříšné noci                                   | vítězství |
| 1998 | Cena Saturn                                   | nejlepší mužský herecký výkon v hlavní roli (drama)              | Hříšné noci                                   | nominace  |
| 1998 | Filmová cena MTV                              | nejlepší taneční scéna                                           | Hříšné noci                                   | nominace  |
| 1998 | Screen Actors Guild Awards                    | nejlepší filmové obsazení                                        | Hříšné noci                                   | nominace  |
| 2005 | Cena Saturn                                   | nejlepší mužský herecký výkon ve vedlejší roli (muzikál/komedie) | Mám rád Huckabees                             | nominace  |
| 2006 | Boston Society of Film Critics                | nejlepší obsazení                                                | Skrytá identita                               | vítězství |
| 2006 | Cena Saturn                                   | nejlepší obsazení (film)                                         | Skrytá identita                               | vítězství |
| 2006 | Central Ohio Film Critics Association         | nejlepší obsazení                                                | Skrytá identita                               | nominace  |
| 2006 | National Society of Film Critics              | nejlepší mužský herecký výkon v hlavní roli                      | Skrytá identita                               | nominace  |
| 2006 | Online Film Critics Society                   | nejlepší mužský herecký výkon ve vedlejší roli                   | Skrytá identita                               | nominace  |
| 2006 | Toronto Film Critics Association              | nejlepší mužský herecký výkon ve vedlejší roli                   | Skrytá identita                               | nominace  |
| 2007 | Televizní cena Britské akademie               | nejlepší mezinárodní program (jako producent)                    | Vincentův svět                                | vítězství |
| 2007 | Critics' Choice Movie Awards                  | nejlepší herecké obsazení                                        | Skrytá identita                               | nominace  |
| 2007 | Filmová cena MTV                              | nejlepší polibek (sdíleno s Elizabeth Banks)                     | Nepřemožitelný                                | nominace  |
| 2007 | National Board of Review                      | nejlepší obsazení                                                | Skrytá identita                               | vítězství |
| 2007 | Oscar                                         | nejlepší mužský herecký výkon ve vedlejší roli                   | Skrytá identita                               | nominace  |
| 2007 | Screen Actors Guild Awards                    | nejlepší filmové obsazení                                        | Skrytá identita                               | nominace  |
| 2007 | Zlatý glóbus                                  | nejlepší mužský herecký výkon ve vedlejší roli                   | Skrytá identita                               | nominace  |
| 2008 | Teen Choice Awards                            | nejlepší filmový herec (drama)                                   | Noc patří nám                                 | nominace  |
| 2009 | Zlatá malina                                  | nejhorší herec                                                   | Stalo se / Max Payne                          | nominace  |
| 2010 | African-American Film Critics Association     | nejlepší mužský herecký výkon v hlavní roli                      | Fighter                                       | vítězství |
| 2010 | Boston Society of Film Critics                | nejlepší mužský herecký výkon ve vedlejší roli                   | Fighter                                       | vítězství |
| 2010 | Central Ohio Film Critics Association         | nejlepší obsazení                                                | Fighter                                       | vítězství |
| 2010 | San Diego Film Critics Society                | nejlepší obsazení                                                | Fighter                                       | nominace  |
| 2010 | Washington D.C. Area Film Critics Association | nejlepší obsazení                                                | Fighter                                       | nominace  |
| 2011 | Oscar                                         | nejlepší film (jako producent)                                   | Fighter                                       | nominace  |
| 2011 | Screen Actors Guild Awards                    | nejlepší filmové obsazení                                        | Fighter                                       | nominace  |
| 2011 | Teen Choice Awards                            | nejlepší filmová chemie (sdíleno s Willem Ferrellem)             | Benga v záloze                                | nominace  |
| 2011 | Teen Choice Awards                            | nejlepší výbuch vzteku                                           | Benga v záloze                                | nominace  |
| 2011 | Zlatý glóbus                                  | nejlepší film – drama (jako producent)                           | Fighter                                       | nominace  |
| 2011 | Zlatý glóbus                                  | nejlepší mužský herecký výkon v hlavní roli (drama)              | Fighter                                       | nominace  |
| 2012 | Teen Choice Awards                            | nejlepší souboj (sdíleno s Méďou)                                | Méďa                                          | nominace  |
| 2013 | Critics' Choice Movie Awards                  | nejlepší filmový herec (komedie)                                 | Méďa                                          | nominace  |
| 2013 | Filmová cena MTV                              | nejlepší filmové duo (sdíleno se Sethem MacFarlanem)             | Méďa                                          | vítězství |
| 2013 | Filmová cena MTV                              | nejlepší polibek (sdíleno s Milou Kunis)                         | Méďa                                          | nominace  |
| 2013 | Filmová cena MTV                              | nejlepší souboj (sdíleno se Sethem MacFarlanem)                  | Méďa                                          | nominace  |
| 2014 | Critics' Choice Movie Awards                  | nejlepší filmový herec (akční film)                              | Na život a na smrt                            | vítězství |
| 2014 | Teen Choice Awards                            | nejlepší filmový herec (akční film)                              | Na život a na smrt                            | nominace  |
| 2014 | Teen Choice Awards                            | nejlepší filmová hvězda léta (muž)                               | Transformers: Zánik                           | nominace  |
| 2015 | People's Choice Awards                        | nejlepší filmový herec                                           | Transformers: Zánik                           | nominace  |
| 2015 | People's Choice Awards                        | nejlepší filmový herec (akční film)                              | Transformers: Zánik                           | nominace  |
| 2017 | People's Choice Awards                        | nejlepší filmový herec (drama)                                   | Deepwater Horizon: Moře v plamenech           | nominace  |
| 2018 | Teen Choice Awards                            | nejlepší filmový herec (komedie)                                 | Táta je doma 2                                | nominace  |
| 2018 | Zlatá malina                                  | nejhorší herec                                                   | Táta je doma 2 / Transformers: Poslední rytíř | nominace  |
| 2019 | Teen Choice Awards                            | nejlepší filmový herec (komedie)                                 | Najednou jsme rodina                          | nominace  |